# Gmina Skąpe
Die Gmina Skąpe ist eine Landgemeinde im Powiat Świebodziński der Woiwodschaft Lebus in Polen. Sie ist 181,3 km² groß und hat etwa 5050 Einwohner. Ihr Sitz ist das Dorf Skąpe (deutsch Skampe).

## Geschichte
Das Gemeindegebiet zählte bis 1945 zum Kreis Züllichau-Schwiebus, Provinz Brandenburg.

## Gliederung

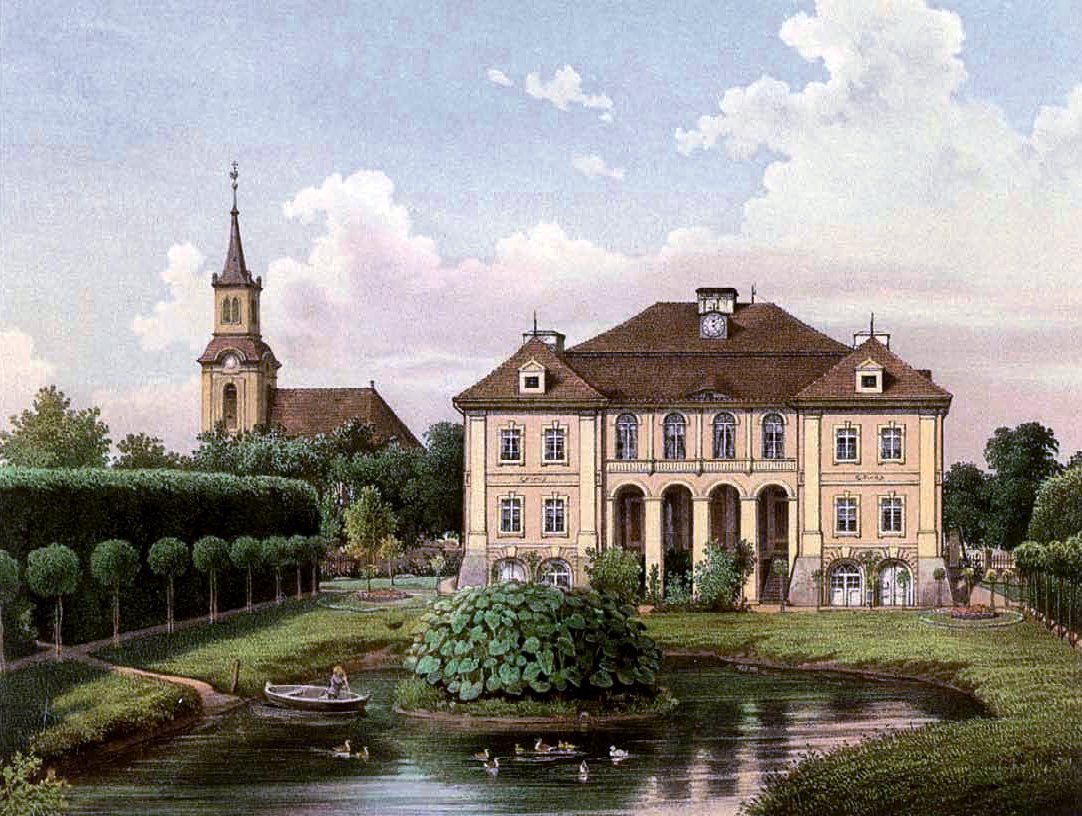
Rittergut Palzig

Zur Landgemeinde (gmina wiejska) Skąpe gehören folgende Ortschaften (deutsche Namen bis 1945) mit Schulzenamt (sołectwo):
- Błonie  (Blankfeld)
- Cibórz  (Tiborlager)
- Darnawa  (Dornau)
- Kalinowo  (Goldbach)
- Łąkie (Lanken)
- Międzylesie (Mittwalde)
- Niekarzyn (Nickern)
- Niesulice (Blankensee)
- Ołobok (Mühlbock)
- Pałck (Palzig)
- Podła Góra (Steinbach)
- Radoszyn (Rentschen)
- Rokitnica (Schönfeld)
- Skąpe (Skampe)
- Węgrzynice (Ulbersdorf)
- Zawisze (Sawische)

Weitere Ortschaften der Gemeinde ohne Schulzenamt sind:
Cząbry, Kaliszkowice (Balkmühle), Przetocznica (Hammer), Przetocznicki Młyn, Złoty Potok (Goldbach).

## Persönlichkeiten
- Anna Louisa Karsch (1722–1791), deutsche Dichterin